# Plch

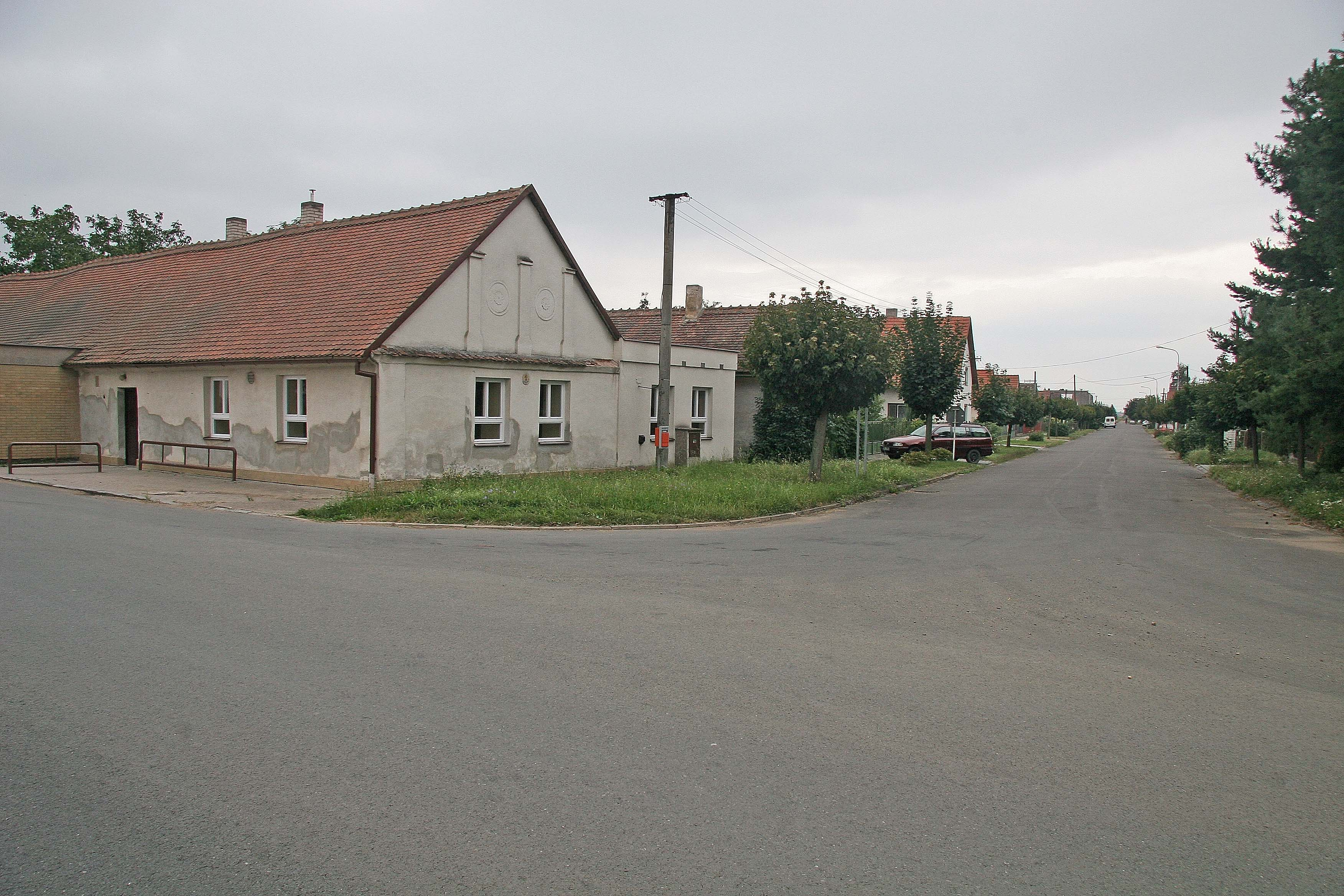
Dorfstraße

Plch (deutsch Pilch) ist eine Gemeinde im Okres Pardubice in Tschechien. Sie liegt sechs Kilometer nördlich von Lázně Bohdaneč.

## Geographie
Das Sackgassendorf Plch befindet sich in der Východolabská tabule (Tafelland an der östlichen Elbe) im Quellgebiet eines kleinen Zuflusses zur Černská strouha. Nördlich erhebt sich die Skupice (Malhaus, 248 m n.m.), im Südwesten der Mělský (241 m n.m.), nordwestlich der Na Víně (267 m n.m.) und die Velká Dorota (292 m n.m.). Einen Kilometer nördlich liegt die Autobahnraststätte Osice an der Dálnice 11.
Nachbarorte sind Polizy und Žižkovec im Norden, Sedlice und Krásnice im Nordosten, Podůlšany und Staré Ždánice im Osten, Nové Ždánice, Stéblová und Boudy im Südosten, Dolany im Süden, Křičeň und Rohovládova Bělá im Südwesten, Rohoznice im Westen sowie Dobřenice, Osičky und Osice im Nordwesten.

## Geschichte
Plch wurde im Jahre 1777 durch die Kameralherrschaft Pardubitz auf den Fluren des emphyteutisierten Meierhofes Zdanitz in einer trockengelegten Teichstätte als Gassendorf angelegt.
Im Jahre 1835 bestand das im Chrudimer Kreis gelegene Dominikaldorf Plch aus 34 Häusern, in denen 232 Personen, darunter zwei protestantische Familien lebten. Plch gehörte zum Sprengel des Wositzer Pfarrers und war zur Lokalkirche in Zdanitz eingepfarrt. Mit dem Bau der Königgrätzer Straße von Přelouč nach Hradec Králové erhielt das Dorf im Jahre 1846 eine Straßenverbindung zum benachbarten Zdanitz. Bis zur Mitte des 19. Jahrhunderts blieb Plch der k.k. Kameralherrschaft Pardubitz untertänig.
Nach der Aufhebung der Patrimonialherrschaften bildete Plch ab 1849 eine Gemeinde im Gerichtsbezirk Pardubitz.  Ab 1868 gehörte die Gemeinde zum Bezirk Pardubitz. Im Jahre 1890 lebten in den 39 Häusern des Dorfes 211 Menschen. 1949 wurde Plch dem Okres Pardubice-okolí zugeordnet; dieser wurde im Zuge der Gebietsreform von 1960 aufgehoben, seitdem gehört die Gemeinde zum Okres Pardubice. Von 1976 bis 1990 war Plch nach Staré Ždánice eingemeindet. Seit Bestehen des Dorfes hat die Anzahl der Häuser an der 700 m langen Dorfstraße nur unwesentlich zugenommen.

## Gemeindegliederung
Für die Gemeinde Plch sind keine Ortsteile ausgewiesen.